# Tipula longidens
Tipula longidens är en tvåvingeart som beskrevs av Gabriel Strobl 1909. Tipula longidens ingår i släktet Tipula och familjen storharkrankar. Inga underarter finns listade i Catalogue of Life.